# キム・ソンオ

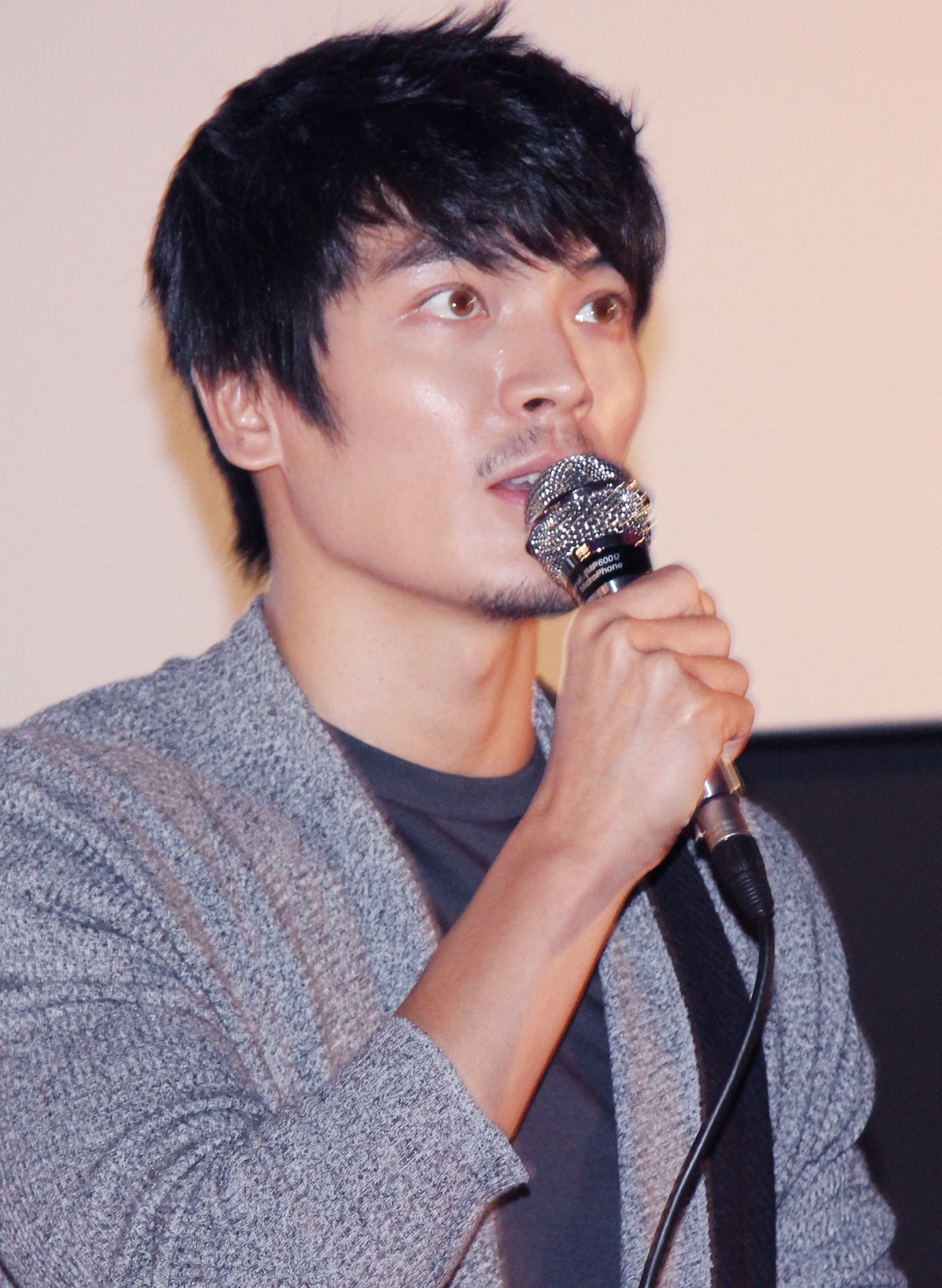
キム・ソンオ

キム・ソンオ（1978年9月15日 - ）は大韓民国の俳優。

## 生涯
2000年グクタン俳優セサン団員として活動。2009年SBS11期公開採用タレントでデビュー。

## 出演作

### 映画
- 緊急措置19号（2002年） - ビニールハウス軍人2 役
- 清風明月（2003年） - 部下3 役
- 風のファイター（2004年） - 航空学校教官 役
- 恋の潜伏捜査（2005年） - フナ 役
- 甘い人生（2005年） - オ・ムソン部下 役
- 同床異夢（2005年） - 撮影ファースト 役
- 愛を逃す（2006年）
- 大韓、民国さん（2008年） - 険悪な奴 役
- じゃがいもシンフォニー（2009年） - チャンク 役
- 白夜行-白い闇の中を歩く-（2009年） - 40代男 役
- キル・ミー（2009年） - やくざ1 役
- アジョシ（2010年） - ジョンソク 役
- ファイヤー・ブラスト 恋に落ちた消防士（2012年） - ヨンス 役
- マイPSパートナー（2012年） - ソグン 役
- ザ・タワー 超高層ビル大火災（2013年） - インゴン 役
- カンチョリ オカンがくれた明日（2013年） - キム・フィゴン 役
- ファッションキング（2014年） - キム・ナムジョン 役
- 恋するインターン 〜現場からは以上です!〜（2015年） - マ科長 役
- 少女は悪魔を待ちわびて（2016年） - キム・ギボム 役
- 名もなき野良犬の輪舞（2017年） - チョン・スンピル 役
- 無双の鉄拳（2018年） - キテ 役
- ドアロック（2018年） - イ刑事 役
- シークレット・ジョブ（2020年） - キム・ゴヌク課長 役
- キングメーカー 大統領を作った男（2022年） - パク秘書 役[1]
- パイレーツ:失われた王家の秘宝（2022年）
- ソウルの春（2023年） - キム・チャンセ（崔世昌（朝鮮語版）がモデル） 役

### テレビドラマ
- 悲しき恋歌（2005年、MBC） - ミンホの不良仲間 役
- 新・別巡検（2007年、MBC） - サミョン 役
- ゴースト・パンパン（2007年、SBS） - つばめ 役
- オンエアー（2008年、SBS） - SW所属マネジャーキム・ソンオ 役(特別出演)
- マイ・ボス マイ・ヒロイン～女師父一体～（2008年、OCN） - シン会長の部下 役
- シティーホール（2009年、SBS） - パパラッチ 役
- 天使の誘惑（2009年、SBS）
- 緑の馬車（2009年、SBS） - キム・ギョンシク 役
- 千万回愛してます（2009年-2010年、SBS） - ガンホの友人 役
- クリスマスに雪は降るの?（2009年-2010年、SBS） - テジュンの部下 役
- 妻が帰ってきた～復讐と裏切りの果てに～（2009年-2010年、SBS） - キム・ドンチョル 役
- 迷わないで（2009年-2010年、SBS）
- 済衆院（チェジュンウォン）（2010年、SBS）
- ジャイアント（2010年、SBS） - チャ・プチョル 役
- お隣さんは元ダンナ（2010年、SBS） - ハン・スヒの手先 役
- シークレット・ガーデン（2010年-2011年、SBS） - キム秘書 役
- サイン（2011年、SBS） - イ・ホジン 役
- ラブ・ミッション（2011年、KBS）
- 栄光のジェイン（2011年、KBS） - チュ・テソン 役
- マイダス（2011年、SBS） - キム・ドチョル 役
- ターミナル（2011年、KBS） - ボン・マンス 役
- スパイ明月（2011年、KBS） - カンウを追う刑事 役(カメオ)
- 太陽の花嫁（2011年-2012年、SBS）
- サラリーマン楚漢志（2012年、SBS） - パク・ムンス 役
- 紳士の品格（2012年、SBS） - キム一等兵 役(特別出演)
- ファントム（2012年、SBS）
- 男が愛するとき（2013年、MBC） - イ・チャンヒ 役
- 感激時代〜闘神の誕生（2014年、KBS） - チョン・ジェファ 役
- 夜警日誌（2014年、MBC） - サダム 役
- 幸せのレシピ～愛言葉はメンドロントット（2015年、MBC） - ファン・ウク 役
- 彼女はキレイだった（2015年、MBC）
- テバク〜運命の瞬間〜（2016年、SBS） - ケジャクドゥ 役
- 元カレは天才詐欺師 〜38師機動隊〜（2016年、OCN） - 金融業者 役
- ベクヒが帰ってきた（2016年、KBS） - ウ・ボムリョン 役
- サム、マイウェイ〜恋の一発逆転!〜（2017年、KBS） - ファン・ジャンホ 役
- 花遊記（2017年-2018年、tvN） - イ・ハンジュ 役
- 優雅な友達（2020年、JTBC）- チョ・ヒョヌ 役
- LUCA：The Beginning（2021年、tvN） - イ・ソン 役
- ペーパー・ハウス・コリア（2022年、Netflix） - チャ・ムヒョク 役
- 模範家族（2022年、Netflix） - チェ・ガンジュン 役
- 社長をスマホから救い出せ！ (2022-2023/ENA)  -  マフィ(チャン・ジュソン)役
- 庭のある家（2023年、ENA） - パク・ジェホ 役

### ミュージックビデオ
- 2003年 パイブ-오래오래
- 2005年 パク・サンミン -눈물잔
- 2011年 ポメン-살다가 한번쯤
- 2011年 ポメン-사랑해